# Elisha Reynolds Potter junior

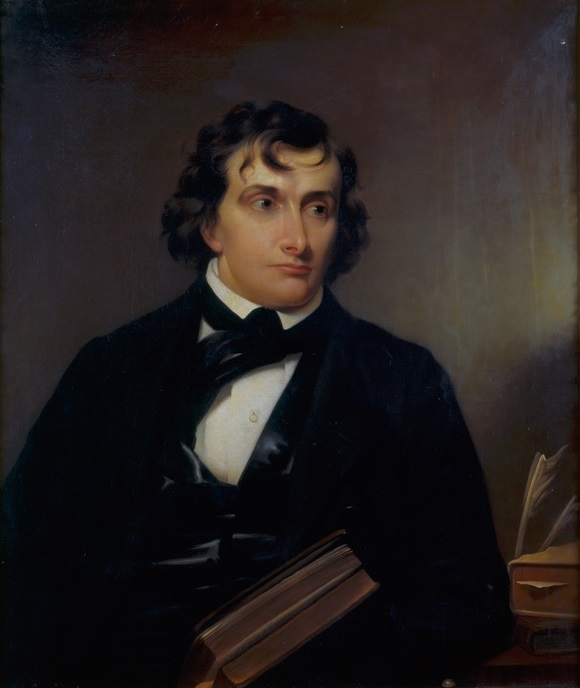
Elisha Reynolds Potter junior

Elisha Reynolds Potter junior (* 20. Juni 1811 in Kingston, Rhode Island; † 10. April 1882 ebenda) war ein US-amerikanischer Politiker. Zwischen 1843 und 1845 vertrat er den zweiten Wahlbezirk des Bundesstaates Rhode Island im US-Repräsentantenhaus.

## Werdegang
Elisha Potter war der Sohn von Elisha Potter Sr. (1764–1835), der zwischen 1796 und 1797 den Staat Rhode Island im US-Repräsentantenhaus vertreten hatte. Der jüngere Potter besuchte die Kingston Academy und dann bis 1830 die Harvard University. Nach einem anschließenden Jurastudium und seiner 1832 erfolgten Zulassung als Rechtsanwalt begann er in South Kingston in seinem neuen Beruf zu arbeiten.
Zwischen 1835 und 1836 war er als Adjutant General von Rhode Island Leiter der Nationalgarde; von 1838 bis 1840 saß er als Abgeordneter im Repräsentantenhaus des Staates. Damals schloss er sich der kurzlebigen Law and Order Party an, als deren Kandidat er 1842 im zweiten Distrikt von Rhode Island in das US-Repräsentantenhaus gewählt wurde. Dort löste er am 4. März 1843 Joseph L. Tillinghast ab. Da er bereits bei den nächsten Wahlen gegen Lemuel H. Arnold von der Whig Party verlor, konnte Potter bis zum 3. März 1845 nur eine Legislaturperiode im Kongress absolvieren. Dort war er Vorsitzender des Committee on Revisal and Unfinished Business.
Zwischen 1847 und 1852 sowie nochmals von 1861 bis 1863 gehörte Potter dem Senat von Rhode Island an. Von 1849 bis 1854 war er auch mit der Aufsicht über die öffentlichen Schulen seines Staates beauftragt. Ab 1868 war er beisitzender Richter am Obersten Gerichtshof von Rhode Island. Dieses Amt bekleidete er bis zu seinem Tod am 10. April 1882.